# Denkmal für Pierre und Ernest Michaux

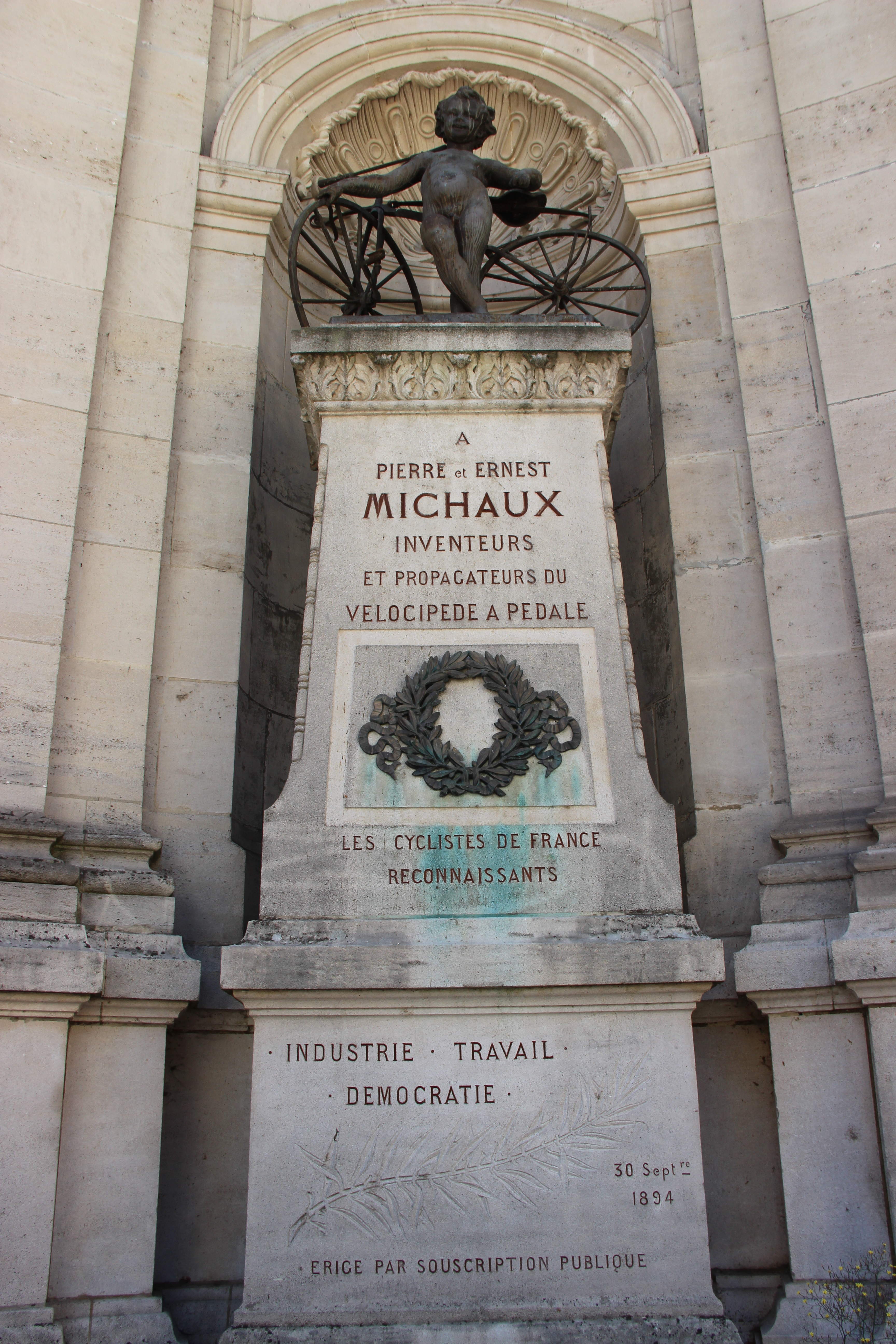
Denkmal für Pierre und Ernest Michaux in Bar-le-Duc

Das Denkmal für Pierre und Ernest Michaux in Bar-le-Duc, einer französischen Stadt im Département Meuse in Lothringen, wurde 1894 nach einem öffentlichen Spendenaufruf der Sportzeitschrift Le Vélo errichtet.
Das Denkmal erinnert an Pierre Michaux (1813–1883) und seinen Sohn Ernest, beide Bürger von Bar-le-Duc, die das Veloziped (Hochrad mit Pedalen) erfunden haben. 
Das Denkmal steht an der Stelle eines ehemaligen Brunnens aus dem Jahr 1756, weshalb es von einer Nische mit Jakobsmuschel gerahmt wird. Auf dem Stein mit Inschrift steht ein Putto mit einem Veloziped. Das Werk wurde von dem Künstler Édouard Houssin (1847–1919) geschaffen.